# 太刀持ち

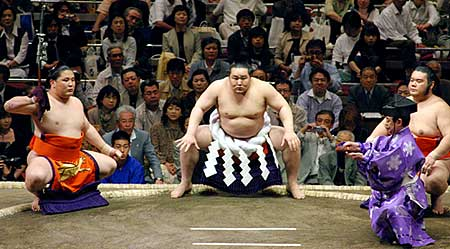
横綱土俵入り（左が太刀持ち・右が露払い）

太刀持ち（たちもち）とは、大相撲で横綱土俵入りの際に、横綱に従い「太刀」を持って出てくる力士のことである。

## 概要
横綱土俵入りは、まず呼出が柝を鳴らしながら先導し、呼出・行司・露払い・横綱・太刀持ちの5人が順に入場する。太刀持ちは殿を務め、原則として横綱と同部屋あるいは一門の幕内力士で横綱に次いで番付の最も高い力士が行う。ただし、大関が太刀持ちを行うことは、大鵬幸喜のときの大麒麟將能など稀であり、一般には望ましくないとされる。同部屋でなく一門の場合には横綱と対戦することもあるが、その日は務めない。太刀持ちと露払いが対戦する場合は、どちらかが外れる。両者とも横綱の部屋でないこともある。退場の順番は入場時と同じである。
横綱土俵入りの際には、〈三つぞろい〉と呼ばれるセットになった化粧廻しをつけるので、幕内土俵入りの際には、自分の化粧廻しをつけない場合が多い。ただし横綱が多い場所で、付き従う横綱の順番が後半に回る日は、支度部屋で付け替える時間を考慮して自分の化粧廻しで幕内土俵入りを務めることもある。
横綱の引退相撲の場合、現役横綱が二人以上の時は先任の横綱が太刀持ちを務めることがある（前場所の成績によっては逆の場合もある）。そのときは、自らも横綱を締める（詳細は横綱土俵入りの項目を参照のこと）。
還暦土俵入りも、横綱あるいは元横綱が綱を締めて太刀持ちを務めることがある。
太刀は陣太刀拵と呼ばれる装飾を目的としたもので、横綱昇進に合わせて現代刀匠が刀身を制作し金工、鞘師、塗師が拵を制作する。
土俵入りの際は本身を使うか竹光を使うかは不明である。。竹光でも重量はかなりのものがあり、これを片手で構えて蹲踞（そんきょ）の姿勢を長く維持することは結構苦しいようで、それが修業になるという意見も多い。太刀を持つ際は鞘の切っ先部分を紫色の袱紗で包んだうえで持つが、2015年に行われた九重親方（元千代の富士）の還暦土俵入りでは、赤色の袱紗が使われた。

## 主な太刀持ち
太字は横綱と同部屋。
- 75代大の里 - 髙安、一山本
- 74代豊昇龍 - 平戸海
- 73代照ノ富士 - 宝富士、照強、翠富士、熱海富士
- 72代稀勢の里 - 髙安、松鳳山、輝
- 71代鶴竜 - 勢、正代、錦木、鏡桜、大翔丸
- 70代日馬富士 - 照ノ富士、安美錦
- 69代白鵬 - 安美錦、旭天鵬、魁聖

## 脚註